# Practicante de teatro
Un practicante de teatro es alguien que crea representaciones teatrales o produce un discurso teórico que informa sobre su trabajo práctico. Un practicante de teatro puede ser un director, un dramaturgo, un actor, un diseñador o una combinación de estos roles, tradicionalmente separados. La práctica teatral describe el trabajo colectivo que realizan varios practicantes de teatro. Practicante de teatro también se refiere a alguien que practica el arte del teatro.
El término no se aplicaba normalmente a los creadores de teatro antes del surgimiento del modernismo en el teatro. En cambio, la praxis teatral de Konstantín Stanislavski y del desarrollo de su sistema se describe a través de la biomecánica de Vsévolod Meyerhold, el teatro de la crueldad de Antonin Artaud, la épica de Bertolt Brecht y el teatro pobre de Jerzy Grotowski. Los practicantes de teatro contemporáneos incluyen a Augusto Boal con su teatro del oprimido, el teatro popular de Dario Fo, la antropología teatral de Eugenio Barba y los puntos de vista de Anne Bogart.